# Parma Associazione Sportiva 1951-1952
Questa pagina raccoglie le informazioni riguardanti il Parma Associazione Sportiva nelle competizioni ufficiali della stagione 1951-1952.

## Stagione
Il Parma con 52 punti si è piazzato in seconda posizione.
È una stagione impietosa quella che la FIGC vara per le categorie inferiori. La Serie Serie C è oggetto dell'ennesima riforma, che la vedrà ridurre i gironi da quattro ad uno. La prima va alle finali per salire in Serie B, le seconde, le terze e le migliori quarte manterranno il titolo, tutte le altre sono retrocesse al quarto livello.
Al Parma, affidato a Paolo Tabanelli, non bastano le 20 reti di Mondino Edmondo Fabbri, le 16 di William Bronzoni, le 12 di Giuseppe Molina e di Július Korostelev per vincere il girone B.

## Divise
| 1ª maglia |

## Rosa
| N. |                           | Ruolo | Calciatore           |
| -- | ------------------------- | ----- | -------------------- |
|    | Italia (bandiera)         | C     | Giorgio Baldinotti   |
|    | Italia (bandiera)         | A     | Luciano Bolzoni      |
|    | Italia (bandiera)         | C     | Elios Bonzagni       |
|    | Italia (bandiera)         | A     | William Bronzoni     |
|    | Italia (bandiera)         | C     | Giorgio Buratti      |
|    | Italia (bandiera)         | P     | Giovanni Busani      |
|    | Italia (bandiera)         | D     | Ivo Cocconi          |
|    | Italia (bandiera)         | A     | Edmondo Fabbri       |
|    | Italia (bandiera)         | A     | Armando Giacometti   |
|    | Italia (bandiera)         | C     | Giammartino Grisenti |
|    | Cecoslovacchia (bandiera) | A     | Július Korostelev    |

| N. |                   | Ruolo | Calciatore          |
| -- | ----------------- | ----- | ------------------- |
|    | Italia (bandiera) | C     | Luigi Lorini        |
|    | Italia (bandiera) | D     | Giovanni Manfrinato |
|    | Italia (bandiera) | P     | Gino Menozzi        |
|    | Italia (bandiera) | A     | Giuseppe Molina     |
|    | Italia (bandiera) | C     | Gianni Molinari     |
|    | Italia (bandiera) | D     | Aldo Monardi        |
|    | Italia (bandiera) | C     | Giancarlo Passera   |
|    | Italia (bandiera) | C     | Luciano Pintelli    |
|    | Italia (bandiera) | C     | Renzo Sassi         |
|    | Italia (bandiera) | A     | Dino Sozzi          |
|    | Italia (bandiera) | D     | Raimondo Taucar     |

## Calciomercato

### Sessione estiva
| Arrivi  | Arrivi             | Arrivi   | Arrivi   |
| R.      | Nome               | da       | Modalità |
| ------- | ------------------ | -------- | -------- |
| mezzala | Giorgio Baldinotti | Piombino |          |
| mezzala | Giuseppe Molina    | Legnano  |          |
| ala     | Edmondo Fabbri     | Brescia  |          |
| ala     | Július Korostelev  | Reggina  |          |

| Partenze    | Partenze          | Partenze      | Partenze |
| R.          | Nome              | a             | Modalità |
| ----------- | ----------------- | ------------- | -------- |
| terzino     | Bruno Armanini    | Falck Vobarno |          |
| mediano     | Renato Martini    | Palermo       |          |
| mezzala     | Francesco Berruti | Siracusa      |          |
| mezzala     | Giorgio Marconi   | Molfetta      |          |
| centravanti | Alfredo Rota      | Falck Vobarno |          |
| centravanti | Ian Füzér         | Savona        |          |
| centravanti | Roberto Aliani    | Perticara     |          |
| ala         | Ugo Maestri       | Prato         |          |
| ala         | Paolo Zecca       | Palmese       |          |

## Serie C girone B

### Girone di andata
| Arbitro: | Franzi (Vercelli) |

|  |           |                                   |
|  | Marcatori | 48’ Molina 67’ Monardi 83’ Fabbri |

| Arbitro: | Puleo (Torino) |

|                                                           |           |  |
| Bronzoni 6’ Molinari 23’ (rig.) Fabbri 28’, 47’, 79’, 83’ | Marcatori |  |

| Arbitro: | Bernasconi (Firenze) |

|                       |           |                   |
| Farina 63’ Loschi 65’ | Marcatori | 83’ (rig.) Molina |

| Arbitro: | Valentini (Siena) |

|                                                           |           |  |
| Fabbri 20’ Bronzoni 23’ Antonaz 44’ (aut.) Giacometti 52’ | Marcatori |  |

| trieste 7 ottobre 1951 5ª giornata | Edera Trieste  | 0 – 0 | Parma | Campo di Montebello\| Arbitro: \| Righi (Milano) \| |
| Arbitro:                           | Righi (Milano) |       |       |                                                     |

| Cremona 14 ottobre 1951 6ª giornata | Cremonese                 | 0 – 0 | Parma | Stadio Giovanni Zini\| Arbitro: \| Ferrari Aggradi (Firenze) \| |
| Arbitro:                            | Ferrari Aggradi (Firenze) |       |       |                                                                 |

| Arbitro: | Gambarotta (Genova) |

|            |           |  |
| Molina 61’ | Marcatori |  |

| Arbitro: | Zoli (Pontedera) |

|                                        |           |  |
| Ripamonti 26’ (aut.) Bronzoni 36’, 56’ | Marcatori |  |

| Arbitro: | Perego (Milano) |

|             |           |  |
| Verderi 46’ | Marcatori |  |

| Arbitro: | Baldo (Alessandria) |

|            |           |            |
| Fabbri 35’ | Marcatori | 60’ Canali |

| Arbitro: | Casagrande (Milano) |

|            |           |            |
| Finotto 5’ | Marcatori | 26’ Fabbri |

| Arbitro: | Baroni (Milano) |

|                                        |           |                                |
| Molinari 58’ Korostelev 74’ Molina 76’ | Marcatori | 16’ (aut.) Taucar 60’ De Carlo |

| Arbitro: | Buratti (Milano) |

|  |           |                           |
|  | Marcatori | 46’ Korostelev 89’ Molina |

| Arbitro: | Perucci (Verona) |

|                         |           |           |
| Korostelev 4’, 52’, 85’ | Marcatori | 71’ Setti |

| Arbitro: | Ubezio (Novara) |

|                                          |           |  |
| Molina 8’ Korostelev 16’, 78’ Fabbri 27’ | Marcatori |  |

| Torviscosa 6 gennaio 1952 16ª giornata | SAICI Torviscosa | 0 – 0 | Parma | Stadio Comunale\| Arbitro: \| Fortina (Novara) \| |
| Arbitro:                               | Fortina (Novara) |       |       |                                                   |

| Arbitro: | Campanati (Milano) |

|                                             |           |  |
| Fabbri 13’ Korostelev 33’ Bronzoni 65’, 73’ | Marcatori |  |

### Girone di ritorno
| Arbitro: | Daretti (Vicenza) |

|                                           |           |  |
| Bronzoni 53’ Fabbri 60’, 86’ Molinari 83’ | Marcatori |  |

| Arbitro: | Franzi (Vercelli) |

|                            |           |                           |
| Trabattoni 37’ Teruzzi 47’ | Marcatori | 32’ Molinari 65’ Bronzoni |

| Arbitro: | Bernasconi (Firenze) |

|           |           |            |
| Sassi 35’ | Marcatori | 52’ Loschi |

| Arbitro: | Buratti (Milano) |

|                           |           |                       |
| Tribuzio 23’ Covacich 26’ | Marcatori | 48’ Fabbri 66’ Molina |

| Arbitro: | Valentini (Siena) |

|                                                    |           |              |
| Fabbri 8’, 16’ Bronzoni 26’ Molinari 68’ Sassi 85’ | Marcatori | 79’ Jaksetic |

| Arbitro: | Vilella (Trieste) |

|                        |           |  |
| Fabbri 9’ Bronzoni 40’ | Marcatori |  |

| Arbitro: | Cicardi (Lecco) |

|                      |           |            |
| Rampini 1’ Costa 19’ | Marcatori | 41’ Molina |

| Arbitro: | Pizzato (Mestre) |

|                        |           |                         |
| Longoni 30’ Arosio 80’ | Marcatori | 38’ Molina 70’ Bronzoni |

| Arbitro: | Rigato (Mestre) |

|                            |           |  |
| Korostelev 44’, 47’ (rig.) | Marcatori |  |

| Arbitro: | Baldo (Alessandria) |

|  |           |            |
|  | Marcatori | 89’ Taucar |

| Arbitro: | Morielli (Genova) |

|                                    |           |                |
| Bronzoni 38’ Fabbri 48’ Molina 88’ | Marcatori | 67’ Blascovich |

| Arbitro: | Zoli (Pontedera) |

|                |           |            |
| Patergnani 57’ | Marcatori | 71’ Fabbri |

| Arbitro: | Limone (Milano) |

|                                             |           |                         |
| Fabbri 11’, 46’ Bronzoni 39’ Korostelev 55’ | Marcatori | 17’ Venturini 23’ Meroi |

| Arbitro: | Valsecchi (Milano) |

|  |           |            |
|  | Marcatori | 73’ Molina |

| Arbitro: | Coppa (Mariano Comense) |

|               |           |                          |
| Foscarini 41’ | Marcatori | 13’ Bronzoni 51’ Passera |

| Arbitro: | Guarnaschelli (Pavia) |

|                                        |           |  |
| Molina 35’ Korostelev 60’ Bronzoni 81’ | Marcatori |  |

| Arbitro: | Fumagalli (Milano) |

|  |           |                          |
|  | Marcatori | 65’ Bronzoni 87’ Passera |

## Statistiche

### Statistiche dei giocatori
| Giocatore     | Serie C  | Serie C |
| Giocatore     | Presenze | Reti    |
| ------------- | -------- | ------- |
| G. Baldinotti | 21       | 1       |
| L. Bolzoni    | 2        | 0       |
| E. Bonzagni   | 16       | 0       |
| W. ìBronzoni  | 34       | 17      |
| G. Buratti    | 1        | 0       |
| G. Busani     | 23       | 0       |
| I. Cocconi    | 14       | 0       |
| E. Fabbri     | 28       | 20      |
| A. Giacometti | 7        | 1       |
| G. Grisenti   | 26       | 4       |
| J. Korostelev | 24       | 11      |
| L. Lorini     | 31       | 0       |
| G. Manfrinato | 19       | 0       |
| G. Menozzi    | 11       | 0       |
| G. Molina     | 31       | 12      |
| G. Molinari   | 26       | 4       |
| A. Monardi    | 8        | 1       |
| G. Passera    | 2        | 2       |
| B. Pintelli   | 2        | 0       |
| R. Sassi      | 29       | 2       |
| D. Sozzi      | 4        | 0       |
| R. Taucar     | 30       | 1       |